# Phrynobatrachus villiersi
Espèce
Statut de conservation UICN

 LC  : Préoccupation mineure
Phrynobatrachus villiersi est une espèce d'amphibiens de la famille des Phrynobatrachidae.

## Répartition
Cette espèce se rencontre dans le sud de la Côte d'Ivoire et dans le sud-ouest du Ghana. Sa présence est incertaine au Liberia,.

## Étymologie
Cette espèce est nommée en l'honneur d'André Villiers.

## Publication originale
- Guibé, 1959: Description d'un batracien nouveau de Côte d'Ivoire : Phrynobatrachus villiersi n. sp. Bulletin du Muséum National d'Histoire Naturelle, sér. 2, vol. 31, p. 134-136.